# Elecciones estatales de Aguascalientes de 2018
Las Elecciones estatales de Aguascalientes se realizaron el domingo 1 de julio de 2018, simultáneamente con las elecciones federales, y en ellas se renovaron los 27 diputados del Congreso del Estado, de los cuales 18 son electos por mayoría relativa y 9 por representación proporcional.

## Proceso electoral
El proceso electoral inició formalmente el 6 de octubre de 2017. Los candidatos al Congreso del Estado de Aguascalientes se registraron del 11 al 17 de abril de 2018 y la campaña electoral se realizó del 14 de mayo al 27 de junio. Las elecciones se realizaron el domingo 1 de julio de 2018, en paralelo con las elecciones federales. Los diputados electos toman posesión del cargo por un periodo de tres años el 15 de septiembre de 2018, integrando la LXIV legislatura.

## Resultados electorales
|  | 31.69 % |

|  | 24.47 % |

|  | 19.95 % |

|  | 4.46 % |

|  | 3.97 % |

|  | 3.11 % |

|  | 2.80 % |

|  | 2.45 % |

|  | 2.20 % |

|  | 0.98 % |

|  | 3.92 % |

|  | 100 % |